# Fashion Cents
Fashion Cents (Фешн центс) — комп'ютерна гра симулятор, головоломка, «одягалка»(в першу чергу для дівчат). Розроблена та випущена компанією My Game Company (зачинена у 2012 р., правонаступник невідомий).

Були випущені наступні варіанти:
- Fashion Cents (2003 р.)
- Fashion Cents Gents (2003 р.)
- Fashion Cents Deluxe (2007 р.)

## Ігровий процес
Сюжет гри — суворо лінійний, завершення одного рівня веде до переміщення на новий, однак повернутись на попередній рівень чи розпочати з певного вибраного рівня не має можливості. Передбачена можливість перервати гру на довготривалий термін, та почати з місця «переривання».
Завдання у грі — одягнути манекени (складати разом одяг «по кольору», включаючи аксесуари) визначену кількість разів, відповідно до рівня.
Перед початком гри необхідно вибрати один із 3 рівнів складності, тому діти різного віку можуть насолоджуватися процесом майже дизайнерського одягання моделей.
Елементи одягу, аксесуари чи бонуси «подаються» випадково, по одному у лівому верхньому куті екрану. Елемент одягу (чи аксесуар, бонус) можна одразу «одягнути» на ляльку або покласти у тимчасове місце зберігання (кількість місць обмежена).
Якщо лялька повністю одягнена, чути звук механічного касового апарату, зачисляється відповідна сума до загального рахунку гри і весь одяг з моделі пакується у пакет, таким чином звільняється місце для можливого подальшого одягання.
Кожен наступний рівень передбачає збільшення кількості кольорів та їх відтінків у які забарвлено одяг, що також ускладнює ігровий процес.
Коли усі тимчасові місця зайняті та більше не має можливості одягнути ляльки, наступає завершення гри (game over). Для кожного рівня складності ведеться своя таблиця рекордів.
У 2003 розробники так характеризували свою розробку:
- Десять унікальних ляльок з різними тонами шкіри та кольором волосся
- Багато милого одягу (головні убори, взуття, спідниці, сукні, сорочки, куртки, штани, шорти, аксесуари), щоб ви мали можливість змішувати та поєднувати
- Кілька смачних джазових мелодій
- Інструкції під час гри, щоб ви могли почати грати
- Кнопка допомоги-натяку, щоб підказати вам, коли ви «застрягнете»
- Безкоштовні додаткові пакети для зареєстрованих власників[2]

У Fashion Cents та Fashion Cents Delux манекенами слугують ляльки-дівчата, у Fashion Cents Gents — ляльки-хлопці.
Гра супроводжується музикою (джаз) та оригінальними звуками, заохочувальними та підтримувальними вигуками.

### Бонуси
Окрім одягу та аксесуарів, випадковим чином можуть випадати бонуси:
- Ножиці, можна «відрізати» будь-який вид одягу, що вдягнутий на манекен, чи відповідно звільнити одне місце для додаткового зберігання одягу
- Відбілювач, змінює колір будь-якого виду одягу (одна одиниця) на білий
- Кредитна картка дозволяє докупити один вид одягу (одна одиниця)
- Пакунок-подарунок, повністю готовий комплект одягу
- Елемент одягу універсального застосування (білий, чорний або джинсовий)
- Домашній улюбленець або Борода (лялька-дівчина яка тримає домашнього улюбленця, або лялька-хлопець одягнута у бороду — збільшує загальну винагороду за повне одягання такого манекена). Цей бонус діє до завершення гри.

Окрім вище перерахованих, є особливий бонус, якщо за короткий термін (до 5 сек) одягнути два манекени під ряд (або більше), сума «зачислення» множиться на 10 за кожен наступний повний комплект (після першого).